# Calvisia conicipennis
Calvisia conicipennis är en insektsart som först beskrevs av Bates 1865.  Calvisia conicipennis ingår i släktet Calvisia och familjen Diapheromeridae. Inga underarter finns listade.